# Уэуэтан (муниципалитет)
Уэуэта́н (исп. Huehuetán) — муниципалитет в Мексике, штат Чьяпас, с административным центром в одноимённом городе. Численность населения, по данным переписи 2020 года, составила 36 333 человека.

## Общие сведения
Название Huehuetán с языка науатль можно перевести как — место, где много стариков.
Площадь муниципалитета равна 303,2 км², что составляет 0,4 % от площади штата, а наиболее высоко расположенное поселение Сан-Рамон, находится на высоте 578 метров.
Он граничит с другими муниципалитетами Чьяпаса: на севере с Тусантаном, на востоке с Тапачулой, на юге с Масатаном, и на западе с Уистлой.

## Учреждение и состав
Муниципалитет был образован в 1921 году, по данным 2020 года в его состав входит 96 населённых пунктов, самые крупные из которых:
| Код INEGI                  | Населённый пункт                                                                  | Численность населения (2005 год) | Численность населения (2010 год) | Численность населения (2020 год) |
| -------------------------- | --------------------------------------------------------------------------------- | -------------------------------- | -------------------------------- | -------------------------------- |
| 037                        | Всего                                                                             | 30450                            | 33444                            | 36333                            |
| 0001                       | Уэуэтан (исп. Huehuetán) 15°01′07″ с. ш. 92°23′03″ з. д. (административный центр) | 6922                             | 7755                             | 8334                             |
| 0059                       | Эстасьон-Уэуэтан (исп. Huehuetán Estación FFCC) 15°00′39″ с. ш. 92°24′24″ з. д.   | 5948                             | 6314                             | 6962                             |
| 0097                       | План-де-Аяла (исп. Plan de Ayala) 14°59′02″ с. ш. 92°28′35″ з. д.                 | 1353                             | 1443                             | 2011                             |
| 0056                       | Гуадалупе (исп. Guadalupe) 14°58′48″ с. ш. 92°20′20″ з. д.                        | 1574                             | 1687                             | 1665                             |
| 0040                       | Чамулапита (исп. Chamulapita) 15°04′07″ с. ш. 92°22′09″ з. д.                     | 1283                             | 1337                             | 1267                             |
| 0115                       | Сан-Хосе-эль-Амате (исп. San José el Amate) 14°59′42″ с. ш. 92°26′17″ з. д.       | 853                              | 947                              | 1031                             |
| 0038                       | Куямьяпа (исп. Cuyamiapa) 15°02′16″ с. ш. 92°24′41″ з. д.                         | 803                              | 887                              | 851                              |
| 0039                       | Чамулапа (исп. Chamulapa) 15°03′15″ с. ш. 92°24′14″ з. д.                         | 781                              | 701                              | 834                              |
| —                          | Прочие                                                                            | 10933                            | 12373                            | 13378                            |
| Названия на карте Генштаба |                                                                                   |                                  |                                  |                                  |

## Экономическая деятельность
По статистическим данным 2000 года, работоспособное население занято по секторам экономики в следующих пропорциях:
- сельское хозяйство и животноводство — 55,1 %;
- промышленность и строительство — 8,8 %;
- торговля, сферы услуг и туризма — 34,6 %;
- безработные — 1,5 %.

### Сельское хозяйство
Основные выращиваемые культуры: кофе, какао, бананы, сахарный тростник, манго, кукуруза и кокосы.

### Животноводство
В муниципалитете разводится крупный рогатый скот, свиньи и лошади.

### Промышленность
Существуют предприятия по производству труб, оград и кирпича, резино-технических изделий, а также карьеры по добыче гравия, песка и камня.

### Торговля
В муниципалитете представлены торговые точки, занимающиеся реализацией одежды и обуви, продуктов питания и напитков, а также склады с зерном.

### Услуги
Предоставляются услуги гостиниц, ресторанов и ремонтных мастерских.

## Инфраструктура
По статистическим данным 2020 года, инфраструктура развита следующим образом:
- электрификация: 98,5 %;
- водоснабжение: 57,9 %;
- водоотведение: 95,3 %.

## Туризм
Основные достопримечательности:
- Архитектурные: церковь Сан Педро, построенная в 1550 году.
- Археологические: раскопки нескольких сооружений цивилизации ацтеков.